# Sauce encre
 (juillet 2025).
 (juillet 2025).
La sauce encre est un type de sauce composé d'encre, lui donnant une couleur noir profond.

## Sauce espagnole

### Préparation
Éric Trochon[Qui ?] recommande l'utilisation d'encre fraîche déjà préparée, en petits sachets, disponible aux poissonniers. 
La recette de Trochon utilise des tentacules de calamar, du concentré de tomates, de l'huile d'olive, des oignons, de l'ail, de la farine, du pimenton de la Vera (paprika fumé espagnol), de l'encre, du vin blanc, de l'eau/fumet de poisson, du thym et une feuille de laurier.
Elle doit être très concentrée et assez relevée.

### Utilisation
Elle accompagne des poissons, supions, seiches, calamars ou encornets, et peut servir à parfumer le riz au four.